# Unione Progressista degli Operai e dei Contadini
L'Unione Progressista degli Operai e dei Contadini (in lingua olandese Progressieve Arbeiders- en Landbouwersunie, PALU) è un partito politico surinamese di sinistra radicale con l'ideologia del ruralismo e socialismo.

## Risultati elettorali
| Elezione                           | Voti   | % | Seggi   |
| ---------------------------------- | ------ | - | ------- |
| Parlamentari 1977                  | 1.006  |   | 0 / 39  |
| Parlamentari 1987                  | 2.910  |   | 4 / 51  |
| Parlamentari 1991                  | 4.807  |   | 0 / 51  |
| Parlamentari 1996                  |        |   | 0 / 51  |
| Parlamentari 2000                  | 1.290  |   | 1 / 51  |
| Parlamentari 2005                  |        |   | 0 / 51  |
| Parlamentari 2010 a                | 95.543 |   | 23 / 51 |
| Parlamentari 2015                  | 1.735  |   | 1 / 51  |
| Parlamentari 2020                  | 820    |   | 0 / 51  |
| a Nella coalizione Mega Combinatie |        |   |         |